# James J. Couzens
James J. Couzens (Chatham, 26 agosto 1872 – Detroit, 22 ottobre 1936) è stato un politico statunitense, sindaco di Detroit e Senatore degli Stati Uniti per il Michigan.

## Biografia
Couzens nacque a Chatham, in Canada, nel 1872, figlio del fabbricante di sapone James e Emma Clift Couzens. Frequentò le scuole pubbliche di Chatham e si iscrisse alla facoltà di economia. Si trasferì a Detroit (Michigan) nel 1890 e lavorò come ispettore di carrozze ferroviarie per la New York Central Railroad dal 1890 al 1897. La diligenzia di Couzens nelle ferrovie fu notata da Alexander Y. Malcomson, che assunse il giovane come impiegato nella sua impresa di carbone.  Couzens lavorò per Malcomson dal 1897 al 1903.
Nel 1898 Couzens sposò Margaret Manning.  La coppia ebbe sei figli: un figlio nato nel 1899 che morì nell'infanzia; Homer Couzens, nato nel 1900; Frank Couzens (poi sindaco di Detroit), nato nel 1902; Madeline, nata nel 1904; Margo, nata nel 1910; ed Edith, nata nel 1911.

### Associazionismo con Henry Ford
Nel 1902 Henry Ford stava organizzando la sua Ford Motor Company; Alexander Malcomson era un importante stakeholder dell'azienda. I due stavano cercando altri stakeholders; Couzens chiese molti prestiti ed investì 2500 dollari nella nuova azienda. La Ford Motor Company fu fondata nel 1903 con John S. Gray come presidente, Ford vicepresidente, Malcomson tesoriere, e Couzens come segretario.  Couzens fu messo a capo della gestione degli affari della nuova compagnia per uno stipendio di 2400 dollari. Nel 1906 Gray morì e Malcomson fu messo fuori dall'impresa, Couzens divenne vicepresidente e direttore generale dell'azienda.  L'azienda rese ricchi sia Ford che Couzens, grazie anche all'acume finanziario dello stesso Couzens.  Tuttavia i due presero gradualmente due diverse strade, e nel 1915 Couzens si dimise da direttore generale, sebbene mantenne un posto nel Consiglio d'Amministrazione. Nel 1919 Ford comprò le azioni di Couzens per 30 milioni di dollari.

## Carriera politica
James Couzens fu presidente della Bank of Detroit e direttore della Detroit Trust Company. Fu commissario delle tramvie dal 1913 al 1915 e del dipartimento di polizia metropolitana dal 1916 al 1918. Fu sindaco di Detroit dal 1919 al 1922. Da sindaco, Couzens fece installare i tram su rotaie in città.